# Ziegenfuß (Familienname)
Der Familienname Ziegenfuß oder Ziegenfuss (im Amerikanischen auch Zickefoose, Sigafoes, Sigafoose, Sickafaus, Zeigenfuse usw. geschrieben) lässt sich bis ins 15. Jahrhundert zurückverfolgen. Er ist ein relativ seltener Name, der in Deutschland insgesamt ca. 150 mal vor allem im Ruhrgebiet (Castrop-Rauxel), im Eichsfeld und im Odenwald auftritt.

## Bedeutung
Etymologen deuten die Vorsilbe Ziegen- in Familiennamen wie Ziegenfuß, Ziegenbein, Ziegenhals etc. in der Form von dürr, dünn etc. Wahrscheinlich hatte der erste Träger des Namens dünne, eventuell auch weißliche Beine, so dass er mit diesem Übernamen belegt wurde und ihn als Familienname an seine Nachkommen vererbt hat. Eine andere Vermutung ist, dass ein Vorfahre einen Klumpfuß hatte, der ja nach Form der Fehlbildung dem Paarhuf einer Ziege ähneln konnte.

## Herkunft
Genealogische Forschungen ergaben folgende Ergebnisse:
Der Ursprung aller Linien liegt wahrscheinlich im oder in der Nähe des thüringischen Obereichsfeld. Dort werden etliche Namensträger in Urkunden der Reformationszeit genannt, z. B. 1525 Claus Zcegenfoeß als Geschädigter bei der Einäscherung des Klosters Beuren durch aufständische Bauern im Bauernkrieg. In den Türkensteuerlisten von 1542 und 1548 tauchen weitere Namensträger in der Region auf, so erneut in Beuren, Bodenrode, Heiligenstadt und Uder. 1597 wird ein Ziegenfuß als Bürger der Stadt Duderstadt genannt und 1585–1604 werden "Ziegenfüße" im benachbarten Goslar urkundlich erwähnt.
Die älteste bisher bekannte Nennung des Namens in der originalen Schreibweise erfolgte 1470 im Kataster der nahegelegenen Stadt Mühlhausen. Noch älter ist die Erwähnung eines Tyl von Cigenfus in einer Urkunde von Dittersdorf aus dem Jahre 1321, als dieser den Ort von seinem Freund Boreš III. (Besitzer der Herrschaft Mährisch Trübau) geschenkt bekam.

## Linien
Bisher sind folgende Ziegenfuß-Linien bekannt:
- Eichsfelder Linie

Sie lässt sich auf einen Hans Hildebrand Ziegenfuß zurückführen, der um 1650 im Obereichsfeld lebte. Seine Nachkommen leb(t)en vor allem in den Orten Silberhausen, Helmsdorf, Dingelstädt und Kallmerode. Etliche Personen wanderten um 1850 in die USA aus, vor allem in den Mittelwesten und nach Kalifornien. Ende des Jahres 2021 waren ca. 34.000 Nachfahren bekannt, die vor allem in Deutschland und im mittleren Westen der USA anzutreffen sind.
- Odenwald-Linie

Diese Linie hat sich nach dem Dreißigjährigen Krieg im Odenwald (vor allem Raidelbach, Gadernheim und Beedenkirchen, heute Ortsteile von Lautertal) niedergelassen. Der Ahnherr dieser Linie stammte aus dem eichsfeldischen Ort Wingerode. Die Verbindung zur Eichsfelder Linie lässt sich jedoch nicht mehr rekonstruieren. Bereits um 1750 emigrierten einige Familien nach Nordamerika und ließen sich vor allem im östlichen Pennsylvania nieder. Die o. g. abweichenden Schreibweisen werden fast ausnahmslos von Mitgliedern der Odenwald-Linie getragen. Im 18. Jahrhundert wurde der Name im Odenwald auch Zehfuß geschrieben. Der amerikanische Teil der Linie ist zum Teil gut erforscht und umfasst mehr als 4.000 Personen, die hauptsächlich im Nordosten der USA leben. Umfangreiche genealogische Forschungen zu dieser Linie wurden durch Robert Ziegenfuss in den 1930er Jahren durchgeführt und im Deutschen Geschlechterbuch publiziert.
- Ruhrgebiet-Linie

Um 1850 wanderte ein Ziegenfuß aus dem eichsfeldischen Ort Ecklingerode nach Castrop-Rauxel aus. Zwei Söhne von ihm emigrierten wiederum in die USA und nach Australien. Viele 'Ziegenfüße' im Ruhrgebiet lassen sich dieser Linie zuordnen. Auch der in den 1980er Jahren im Rahmen des Konkurses der AG Weser deutschlandweit bekanntgewordene Betriebsratsvorsitzende Hans Ziegenfuß gehört dieser Linie an.
- Norddeutsche Linie

Im Gebiet der Lüneburger Heide lassen sich seit ca. 1750 Personen mit dem Namen Ziegenfuß nachweisen. Diese Linie wurde bisher nur teilweise erforscht. Die genealogischen Recherchen von Robert Ziegenfuss aus der Odenwald-Linie in den 1930er Jahren haben ergeben, dass Verbindungen zum Eichsfeld existieren sollen. Bisher konnten diese noch nicht verifiziert werden. Eine große Familie, die vor allem in Texas ansässig ist, und deren Vorfahren aus Weferlingen bei Helmstedt kommen, könnte ebenfalls zu dieser Linie gehören.
- Sächsische Linie

In der Nähe von Bautzen und Dresden lassen sich bereits vor 1700 vereinzelt Personen mit dem Namen nachweisen. Genauere Informationen zur Herkunft sind derzeit nicht vorhanden.
- Gemeinsamer Spitzenahn

Mit Hilfe mehrerer yDNA37-Tests, die durch die Firma Familytreedna.com durchgeführt wurden, konnte festgestellt werden, dass die Eichsfelder, Odenwald- und Norddeutsche Linie sich auf einen gemeinsamen Vorfahren zurückführen lassen. Aus allen Linie wurden mindestens 2 Personen getestet, wobei zwischen den Testpersonen ein möglichst weitläufige Verwandtschaft gewählt wurde. Zumindest für die Ruhrgebiet-Linie werden solche Tests ebenfalls angestrebt, da in dieser Linie noch lebende Personen bekannt sind. Ob von der sächsischen Linie noch heute Nachkommen existieren, ist derzeit unbekannt.

## Bekannte Namensträger
- George Ziegenfuss (1917–2007), US-amerikanischer Basketballcoach
- Hans Ziegenfuß (1942–2009), deutscher Gewerkschafter
- Julie Zickefoose (* 1958), US-amerikanische Naturbuchautorin, Biologin, Vogelillustratorin und Bloggerin
- Oma Ziegenfuss, Künstlername von Georg Schaefer (1926–1990), deutsch-US-amerikanischer Künstler und Buchautor
- Thomas Ziegenfuß (* 1958), deutscher Mediziner und Fachbuchautor
- Valerie Ziegenfuss (* 1949), US-amerikanische Tennisspielerin
- Werner Ziegenfuß (1904–1975), deutscher Philosoph, Wirtschaftspädagoge und Soziologe
- Wilhelm Ziegenfuß (1913–1986), deutscher Landespolitiker (Nordrhein-Westfalen) (SPD)